# Sam Witwer
Samuel Stewart 'Sam' Witwer (Glenview, 20 oktober 1977) is een Amerikaans acteur. Hij speelde onder meer Crashdown in Battlestar Galactica en Davis Bloome in Smallville. Witwer maakte in 2007 ook zijn filmdebuut als soldaat Jessup in de sciencefiction/horrorfilm The Mist. Witwer is ook bekend vanwege het inspreken van karakters in de Star Wars franchise. Hij ontleende zijn stem voor een karakter, genaamd 'The Son' in de animatieserie Star Wars: The Clone Wars, die zich afspeelt tussen Episode II: Attack of the Clones en Episode III: Revenge of the Sith. Voor dezelfde serie sprak hij de stem in voor de uit de dood opgestane Sith Lord Darth Maul. Daarnaast sprak hij de stemmen in voor onder meer Emperor Palpatine en Galen Marek in de computerspellen Star Wars: The Force Unleashed en Star Wars: The Force Unleashed II in de Star Wars-lijn, die zich afspelen tussen Episode III: Revenge of the Sith en Episode IV: A New Hope.
Voordat Witwer in 2004 voet aan de grond kreeg in de acteerwereld met een rol als wederkerend personage in Battlestar Galactica, speelde hij al enkele jaren eenmalige gastrollen in verschillende andere televisieseries. Zo was hij vanaf mei 2001 eerder te zien als eenmalig opduikend personage in onder meer ER, Dark Angel, Angel, Enterprise, JAG, Cold Case en NCIS.

## Filmografie
*Exclusief televisiefilms
- Solo: A Star Wars Story (2018) - Darth Maul (stem)
- Gamer (2009)
- Pathology (2008)
- The Mist (2007)

## Televisieseries
*Exclusief eenmalige rollen
- Smallville - Davis Bloome (2008-2009, 22 afleveringen)
- CSI: Crime Scene Investigation - Officier Casella (2007-2008, twee afleveringen)
- Dexter -  Neil Perry (2006, drie afleveringen)
- Battlestar Galactica - Crashdown (2004-2005, elf afleveringen)
- Being Human - Aidan Waite (2011-2014, 52 afleveringen)
- Once Upon a Time - Mr. Hyde (2016-2017, 5 afleveringen)
- Supergirl - Ben Lockwood

## Animatieseries (stemmen)
- Star Wars: The Clone Wars - The Son en de uit de dood opgestane Darth Maul
- Star Wars Rebels - Maul en Keizer Palpatine / Darth Sidious

## Computerspellen (stemmen)
- Star Wars: The Force Unleashed - Galen Marek, Darth Sidious
- Star Wars: The Force Unleashed II - Galen Marek, Darth Sidious
- Star Wars Jedi: Fallen Order - als Darth Sidious
- Days Gone - Deacon St. John
- Disney Infinity - Darth Maul, Darth Sidious
- Lego Star Wars: The Skywalker Saga - Keizer Palpatine, Darth Maul
- Star Wars: Battlefront II - Darth Sidious, Darth Maul

- Bibliothèque nationale de France: cb16657072m (data)
- International Standard Name Identifier: 0000 0000 5155 3095
- Library of Congress Control Number: no2008098002
- Nationale Bibliotheek van Tsjechië: xx0319438
- Virtual International Authority File: 46577732
- WorldCat: E39PBJqjYPDD6HFHhqKrMwVQv3